# Венгерско-канадские отношения
Венгерско-канадские отношения — двусторонние дипломатические отношения между Венгрией и Канадой.

## История
В начале 1800-х годов первые венгерские эмигранты прибыли в Канаду и поселились главным образом в провинции Онтарио и Канадских Прериях. В 1867 году Канада стала конфедерацией, а Венгрия объединилась с Австрией и образовала Австро-Венгерскую империю. В тот период времени все официальные контакты между Канадой и Австро-Венгрией осуществлялись через Лондон.
В августе 1914 года Британская империя объявила войну Австро-Венгрии и Германской империи. Канадцы и британцы вместе противостояли Центральным державами во время Первой мировой войны. После окончания войны в 1918 году Венгрия стала независимой страной. Во время Второй мировой войны (1939—1945) канадские и венгерские войска сражались друг против друга в ходе Центрально-Европейской операции. После окончания войны Венгрия стала Народной Республикой: с 1948 по 1952 год в Канаду прибыло 12 000 венгерских беженцев.
После Венгерского восстания в 1956 году более 30 000 венгров покинули страну и эмигрировали в Канаду, которая стала одной из немногих стран, предоставивших им убежище на своей территории. В 1964 году Канада и Венгерская Народная Республика официально установили дипломатические отношения, а в 1965 году Канада назначила своего первого посла в Будапеште. В 1989 году Венгрия перестала быть социалистическим государством и в июле 1990 года советские войска покинули страну. После этих событий венгерско-канадские отношения стали быстро развиваться: было осуществлено несколько визитов на высоком уровне лидеров этих стран.
В 2014 году Канада и Венгрия отметили 50 лет с момента установления дипломатических отношений. В Канаде проживает около 300 000 человек имеющих венгерские корни.

## Торговля
В 2015 году объём товарооборота между странами составил сумму 706 млн. долларов США. Экспорт Канады в Венгрию: электротехника, транспортные средства, пластик, оптическое и медицинское оборудование. Экспорт Венгрии в Канаду: машинное оборудование, фармацевтическая продукция, электрооборудование, транспортные средства, оптическое и медицинское оборудование. Канадская компания Linamar (одно из крупнейших предприятий автомобильной промышленности в стране) имеет филиал в Венгрии, в котором трудоустроено 2300 местных жителей. В октябре 2016 года Канада и Европейский союз подписали Всеобъемлющее экономическое и торговое соглашение.

## Дипломатические представительства
- У Венгрии есть посольство в Оттаве и генеральное консульство в Торонто[9].
- Канада имеет посольство в Будапеште[10].